# 普雷德拉格·贝纳切克
普雷德拉格·贝纳切克（1959年3月29日—），波斯尼亚和黑塞哥维那男子篮球运动员。他曾代表南斯拉夫参加1981年国际篮联欧洲锦标赛，获得银牌。